# Luzerner Theater

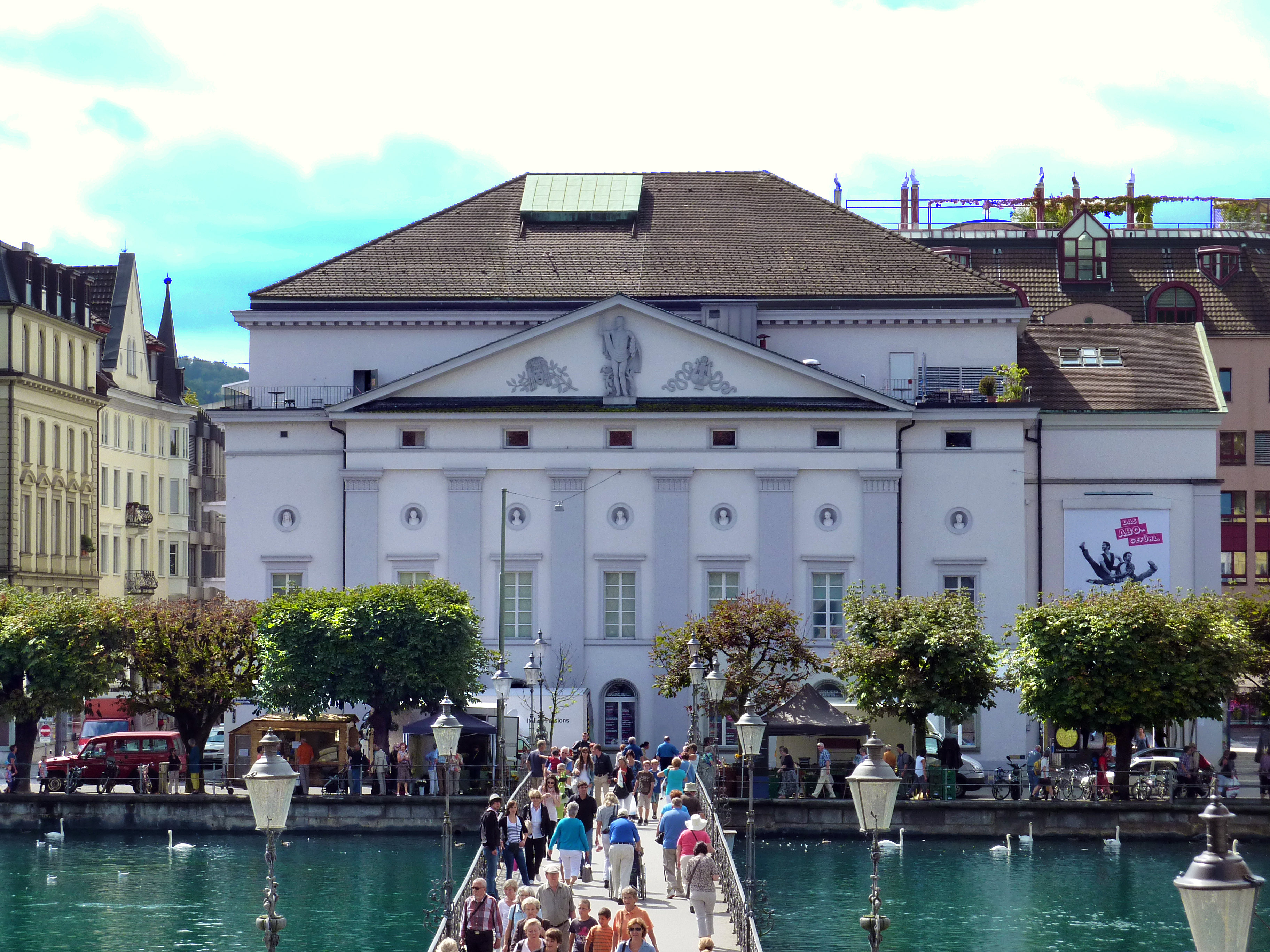
Das Luzerner Theater von der Rathausbrücke gesehen

Das Luzerner Theater (früher und bis heute umgangssprachlich Stadttheater Luzern) ist das grösste staatlich subventionierte, professionelle Theater in der Zentralschweiz. Es ist ein typisches Dreispartenhaus – aktuell unter der Leitung von Intendantin Ina Karr – mit einem eigenen Opern-Ensemble, geleitet von Ursula Benzing und Jonathan Bloxham, einem Schauspiel-Ensemble, geleitet von Katja Langenbach und dem Tanz-Ensemble „TanzLuzern“ unter der Leitung von Wanda Puvogel. Dazu ist dem Luzerner Theater ein Figurentheater – unter der Leitung von „Gustavs Schwestern“ – angeschlossen.
Das Luzerner Sinfonieorchester (LSO) ist ein wichtiger künstlerischer Partner der Opernsparte des Luzerner Theaters. Mit über 400 temporären und fest angestellten Mitarbeitern (ohne LSO) in der Kunst, Technik und Administration lag das Luzerner Theater im Jahr 2022 auf Platz 92 der grössten Zentralschweizer Arbeitgeber. Im jährlichen Spielplan stehen etwas über 20 Inszenierungen, wobei sich die Anzahl der Premieren im Musiktheater und Schauspiel in etwa gleicht. Der international tätige Tenor Ramón Vargas war Ende der 80er Jahre Ensemblemitglied in Luzern.

## Standorte und Ausstattung

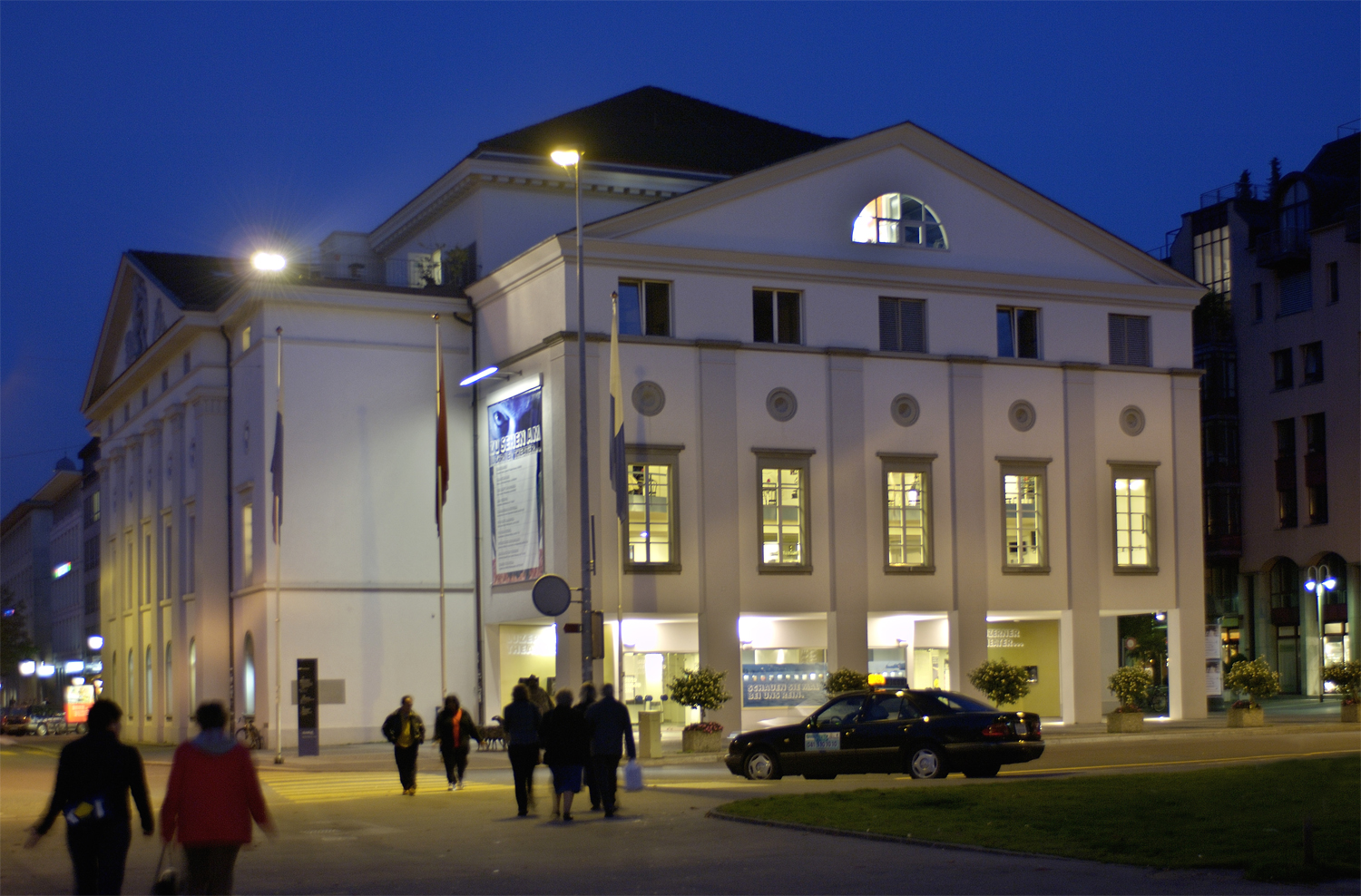
Das Luzerner Theater bei Nacht

Der Zuschauerraum

Bühnengrundriss

Das UG

Das Luzerner Theater hat 481 Sitzplätze, die sich auf das Parkett und die zwei Ränge verteilen. Neben der Hauptbühne gibt es drei weitere Spielstätten: die Box auf dem Theaterplatz neben der Jesuitenkirche, das UG (Figurentheater) in der Winkelriedstrasse in Luzern und im Südpol in Kriens. Diese Spielstätten werden von allen Sparten genutzt und eignen sich eher für kleinere und experimentelle Inszenierungen.
Im Theater befindet sich die Bühne mit den üblichen Nebeneinrichtungen, wie Künstlergarderoben, Maskenbildnerei, Requisite, die Kostümabteilung, Beleuchtung, Bühnentechnik, Tontechnik und ein Teil der Verwaltung. Die Theaterdirektion, die Dramaturgie und die Öffentlichkeitsarbeit haben sich in einem separaten Gebäude gegenüber dem Bühneneingang etabliert.
Probenbühnen, Tanzsaal, Fundus und Lager sind im Südpol untergebracht. Diese Kultureinrichtung wurde im November 2008 offiziell eröffnet. Die Theaterwerkstätten arbeiten ausserhalb des Hauses im Luzerner Tribschenquartier.

## Geschichte des Luzerner Theaters
Das Theaterspiel in Luzern hat eine lange Tradition, die mit den Mysterienspielen wohl ihren Anfang nahm. Nachdem das Comödienhaus ob der Sakristei der Jesuitenkirche zu klein geworden und es immer wieder zu Reklamationen durch die Jesuiten gekommen war, entschied sich das Bürgertum, ein neues Theatergebäude zu errichten.
Eine Aktiengesellschaft zur Finanzierung wurde gegründet und der heutige Standort nach langem Hin und Her ausgewählt. Louis Pfyffer von Wyher war der leitende Architekt des Theaterbaus, dessen Fundamente im März 1838 gelegt wurden. Im Herbst 1839 wurde das Stadttheater Luzern feierlich mit Schillers Wilhelm Tell eröffnet. Bereits 1866 bis 1867 wurde der Zuschauerraum erneut renoviert und neue Sicherheitsvorschriften machten weitere Um- und Einbauten von 1870 bis 1871 erforderlich. Erst im Jahr 1873 wurde das gesamte Gebäude mit einem Aussenputz versehen.
Ein verheerender Dachstuhlbrand am Abend des 29. September 1924 vernichtete nicht nur das Obergeschoss des Hauses, sondern auch einen grossen Teil des Kostüm- und Dekorationsfundus. Auch die Decke des Zuschauerraumes wurde beschädigt, der imposante Kronleuchter stürzte zu Boden. Eine Bürgerabstimmung verlangte den Wiederaufbau des Theaters, das 1926 zu Saisonbeginn wieder eröffnet werden konnte.
Durch eine grosszügige Stiftung von Henriette Berghuys († 1964) konnten in den Jahren 1969 bis 1970 dringend notwendig gewordene Umbau- und Renovationsarbeiten durchgeführt werden. Unter anderem wurde der auf den Säulen ruhende Anbau in Richtung der Jesuitenkirche realisiert, der heute das Kassenfoyer, das Publikumsfoyer und Teile der Kostümschneiderei beherbergt.
1969 wurde auch das Gebäude der Theaterwerkstätten im Luzerner Tribschenquartier errichtet, das eine grosse Entlastung für Mitarbeiter des Theaters bedeutete und zusätzlich Raum schuf.
1997 bis 1998 wurde das Haus wiederum umfassend renoviert und farblich modernisiert. Dabei reduzierte man die Anzahl der Sitzplätze auf 555, um den Komfort für das Publikum zu erhöhen. 2012 folgte eine Renovation mit deutlicher Verbesserung des Komforts für die Besuchenden: Publikumsbereich mit neuer Bestuhlung, bauliche und farbliche Neugestaltungen der Foyers sowie Optimierungen der haustechnischen Anlagen.
Das Luzerner Theater ist heute das älteste noch bespielte Mehrspartentheater der Schweiz und konnte in der Spielzeit 2014/2015 sein 175. Jubiläumsjahr feiern.
Um eine langfristige Finanzierung des Theaters zu gewährleisten, wurde das damalige Stadttheater Luzern 1995 aus der Verantwortung der Stadt Luzern genommen und in eine Stiftung umgewandelt, in der der Kanton Luzern, die Stadt Luzern und etliche Gemeinden aus dem Luzerner Umland mitwirken. Die Bezeichnung „Luzerner Theater“ wurde mit der Umwandlung eingeführt. Der mit Eröffnung des Neubaus im 19. Jahrhundert geprägte Name „Stadttheater Luzern“ hat sich jedoch bis heute im Volksmund erhalten.
Trotz der Umbauten genügt der Theaterbau den Anforderungen an ein modernes Theatergebäude nicht mehr. Luzern soll deshalb ein neues Theatergebäude erhalten. Nachdem der Grosse Stadtrat Luzern 2021 dem Sonderkredit für die Weiterverfolgung des Projekts «Neues Luzerner Theater» und für die Durchführung eines Projektwettbewerbs zugestimmt hatte, konnte das Wettbewerbsverfahren mit einer Ausschreibung gestartet werden. Im Dezember 2022 wurde das Siegerprojekt des Architekturwettbewerbs präsentiert, welches ab 2023 weiter konkretisiert und angepasst wurde. Das überarbeitete Projekt wurde am 13. Mai 2024 präsentiert. Nun konnte das Baubewilligungsverfahren durchgeführt werden und die finale Volksabstimmung über die Realisierung und den dafür notwendigen Kredit stattfinden. Den Projektierungskredit in der Höhe von 13,8 Millionen Franken lehnten am 9. Februar 2025 fast 58 % der Abstimmenden ab.

## Bühnentechnische Einrichtungen
Die Bühne hat eine Nettofläche von etwa 12 m × 12 m, eine Portalbreite von 8,50 m und eine Portalhöhe von (maximal) 5,50 m. Das technische Portal ist fest eingebaut, die Portalbrücke ist horizontal verfahrbar. Im Bühnenboden befinden sich zwei Schiebe-Versenkungen in der Grösse von rund 4 m × 1 m. Für schnelle szenischen Verwandlungen ist die Bühne mit einem Schnürboden ausgerüstet. 17 der insgesamt 20 Züge sind Handkonterzüge und können nur manuell bedient werden. Zwei maschinell verfahrbare Seitenzüge ermöglichen den Einbau einer klassischen Gassenbühne aus schwarzem Samt. Zwei motorengetriebene und digital angesteuerte Kettenzüge, die als Punktzüge eingesetzt werden können, vervollständigen die theatertechnischen Einrichtungen des Hauses. Für die Beleuchtungstechnik sind 3 Oberlichtzüge im Schnürboden eingebaut, die stufenlos verfahrbar sind. Im Portalbereich gibt es zwei weitere Züge (davon einer maschinell) und den theaterüblichen Hauptvorhang aus rotem Samt. Abgeschlossen wird der Bühnenraum von einem vertikal fahrenden Eisernen Schutzvorhang.
Der Orchestergraben muss zu den entsprechenden Vorstellungen manuell aus- und eingedeckt werden. Aufgrund der geringen Lagermöglichkeiten im Haus, muss ein Grossteil der Dekoration für die Vorstellungen zwischen dem Lager im Südpol und dem Theater hin und her transportiert werden. Die Anlieferungen erfolgen über eine hydraulische Hubbühne strassenseitig auf etwa 3 m Hubhöhe.

## Theaterdirektoren seit 1961
- 1961–1968 Horst Gnekow
- 1968–1972 Kraft-Alexander zu Hohenlohe-Oehringen
- 1972–1982 Ulrich Meyer-Schoellkopf
- 1982–1987  Philippe de Bros
- 1987–1999 Horst Statkus
- 1999–2004 Barbara Mundel
- 2004–2016 Dominique Mentha
- 2016–2021 Benedikt von Peter
- ab 2021 Ina Karr